# Collectif national pour les droits des femmes
Le Collectif national pour les droits des femmes (CNDF), est une association loi de 1901 féministe française. Elle regroupe plusieurs associations féministes, des syndicats et des partis politiques de gauche et d'extrême gauche.

## Création et historique
Le 24 janvier 1996, le Collectif national pour les droits des femmes s'est constitué à la suite de la manifestation du 25 novembre 1995 qui, à l'appel de la Coordination des associations pour le droit à l'avortement et à la contraception (CADAC), a organisé la Marche des femmes pour la défense du droit à l’IVG.

## Principes et objectifs
Le Collectif national pour les droits des femmes se donne pour but de rendre effective la parité entre les hommes et les femmes. Elle est impliquée dans la lutte contre toutes les formes d'inégalités, de violences et d'atteintes à la dignité ou à la sécurité envers les femmes. Elle soutient l'égalité salariale, la déconstruction des stéréotypes de genre et l'accès à l'interruption volontaire de grossesse et à la contraception.
L'association lutte également contre l'extrême droite, la prostitution et les discriminations liées au genre (sexisme, lesbophobie, transphobie, harcèlement de rue...).
Dès 1997, il organise des Assises pour les Droits des Femmes qui réunissent 2 000 personnes autour de l'élaboration d'une plateforme de revendications. Sur cette même année, il organise la seule manifestation « nationale » sur la réduction du temps de travail. Il mène des campagnes de sensibilisation contre le temps partiel imposé qui touche très majoritairement les femmes.
À partir de 2004, il entame une campagne contre les violences faites aux femmes qui aboutira fin 2006 à la proposition d'une loi-cadre. À la suite d'une intense campagne de mobilisation, en accord avec des députées et sénatrices du Parti communiste français, du Parti de gauche et du Parti socialiste, il fera aboutir, sous forme d'une loi adoptée le 9 juillet 2010, certaines des proposions contenues dans ce document. Il affirme cependant continuer à se mobiliser pour l'application effective de cette loi et pour l'adoption des autres mesures préconisées.

## Positionnements
(septembre 2018).

### Réforme des retraites
En 2010, le Collectif national pour les droits des femmes s'est impliqué dans la lutte contre la réforme des retraites, présentée par le Président Nicolas Sarkozy.
En 2023, le collectif participe au débat sur la réforme des retraites.

### Extrême droite
Au cours du deuxième tour de l'élection présidentielle de 2017 qui oppose Emmanuel Macron et Marine Le Pen, le Collectif national pour les droits des femmes s'unit avec plusieurs d'associations féministes à faire barrage à la candidate du Front national.
En 2024, le collectif s'inquiète de la possible percée du RN aux élections législatives et de ses conséquences sur les droits des femmes, et appelle à manifester aux côtés d'autres associations, et des syndicats CGT et CFDT,.

## Galerie

Ancien logo de l'association.

### Sources et bibliographie

#### Ouvrages
- Collectif national pour les droits des femmes, Contre les violences faites aux femmes, une loi-cadre !, Éditions Syllepse, 2006, 128 p.  (ISBN 978-2849501153)